# Karl Maria Kubizek
Karl Maria Kubizek (* 11. Mai 1925 in Eferding; † 8. März 1995 in Bad Hall) war ein österreichischer Musiker, Komponist und Musikpädagoge am Bruckner-Konservatorium Linz.

## Leben und Wirken
Nach der Matura am Stiftsgymnasium Seitenstetten absolvierte er von 1939 bis 1943 die Lehrerbildungsanstalt Linz. Seine ersten musikalischen Erfahrungen machte er im Elternhaus, wo Violine und Klavier gespielt wurden. Sein Vater war der Kapellmeister August Kubizek, seine Mutter die Geigerin Anna Funke, sein älterer Bruder Augustin Kubizek (1918 bis 2009) war Komponist und Musikwissenschaftler.
Im Stift Seitenstetten war er Sängerknabe. Am Brucknerkonservatorium Linz lernte er Klarinette und Musiktheorie, an der Musikhochschule Wien bildete er sich neben der Berufstätigkeit als Lehrer an verschiedenen oberösterreichischen Pflicht- und Musikschulen an der Klarinette weiter und erhielt 1959 das Reifediplom.
Von 1966 bis 1988 war er Professor für Klarinette und Bläserkammermusik am Brucknerkonservatorium Linz und von 1969 bis 1986 lehrte er auch an der Pädagogischen Akademie des Bundes für Oberösterreich.
Kubizek war Mitglied der Innviertler Künstlergilde.

## Publizierte Werke (Auswahl)
- 5 Studien, Klarinette in B
- Sonatine, Blockflöte (S/T), Klavier
- 30 leichte Übungsstücke, Klarinette in B
- 30 Etüden 1 und 2, Klarinette in B
- Capriccio, 6 Stücke, Klarinette in B
- 30 Moderne Klarinettenstudien, Klarinette in B
- Trifolium, 3 Klarinette in B Partitur ST
- 10 Stücke, Sopran und Altblockflöte
- Kleine Suite für Anfänger, Sopranblockflöte, Klavier
- Variationen über Ach Elein liebes Eselein, Sopran und Altblockflöte
- Spielmusik, 3 Klarinetten in B
- 4 Stücke, 3 Klarinetten in B
- Trio, 3 Klarinetten in B
- Sonatine, 2 Klarinetten in B
- Kanonische Suite, 2 Klarinetten in B
- Im Duo – 16 kleine Stücke, 2 Klarinetten in B